# Humnoke
Humnoke – miasto w Stanach Zjednoczonych, w stanie Arkansas, w hrabstwie Lonoke.

## Geografia
Miasto położone jest niedaleko autostrady stanowej nr 165 pomiędzy Stuttgartem (hrabstwo Arkansas) a England (hrabstwo Lonoke). Nazwa miasta powstała z połączenia nazw, między którymi się znajduje od strony południa i północy - Humphrey (hrabstwa Arkansas i Jefferson) a Lonoke (hrabstwo Lonoke). W I połowie XX wieku odkryto, że teren, na którym znajduje się Humnoke jest odpowiedni do uprawy ryżu.